# دليلة عبد القادر

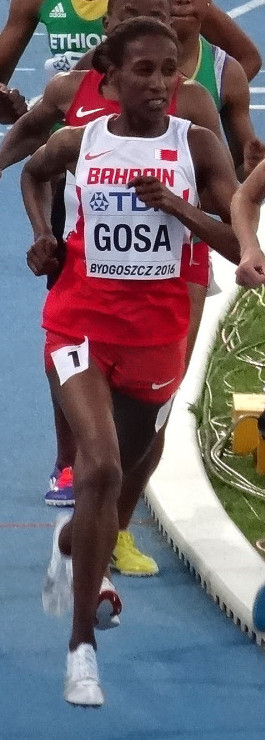
دليلة عبد القادر في عام 2016.

دليلة عبد القادر غوسا (ولدت في 27 يونيو 1998) عداءة مسافات طويلة بحرينية. كان من المقرر أن تنافس في دورة الألعاب الأولمبية الصيفية 2016 في ريو دي جانيرو بالبرازيل في سباق 5000 متر للنساء ولكن لم تبدأ السباق.

## روابط خارجية
- دليلة عبد القادر على موقع الاتحاد الدولي لألعاب القوى (الإنجليزية)
- دليلة عبد القادر على موقع الدوري الماسي (الإنجليزية)
- دليلة عبد القادر على موقع أوليمبيديا (الإنجليزية)